# Titania (personnage)
Pour les articles homonymes, voir Titania.

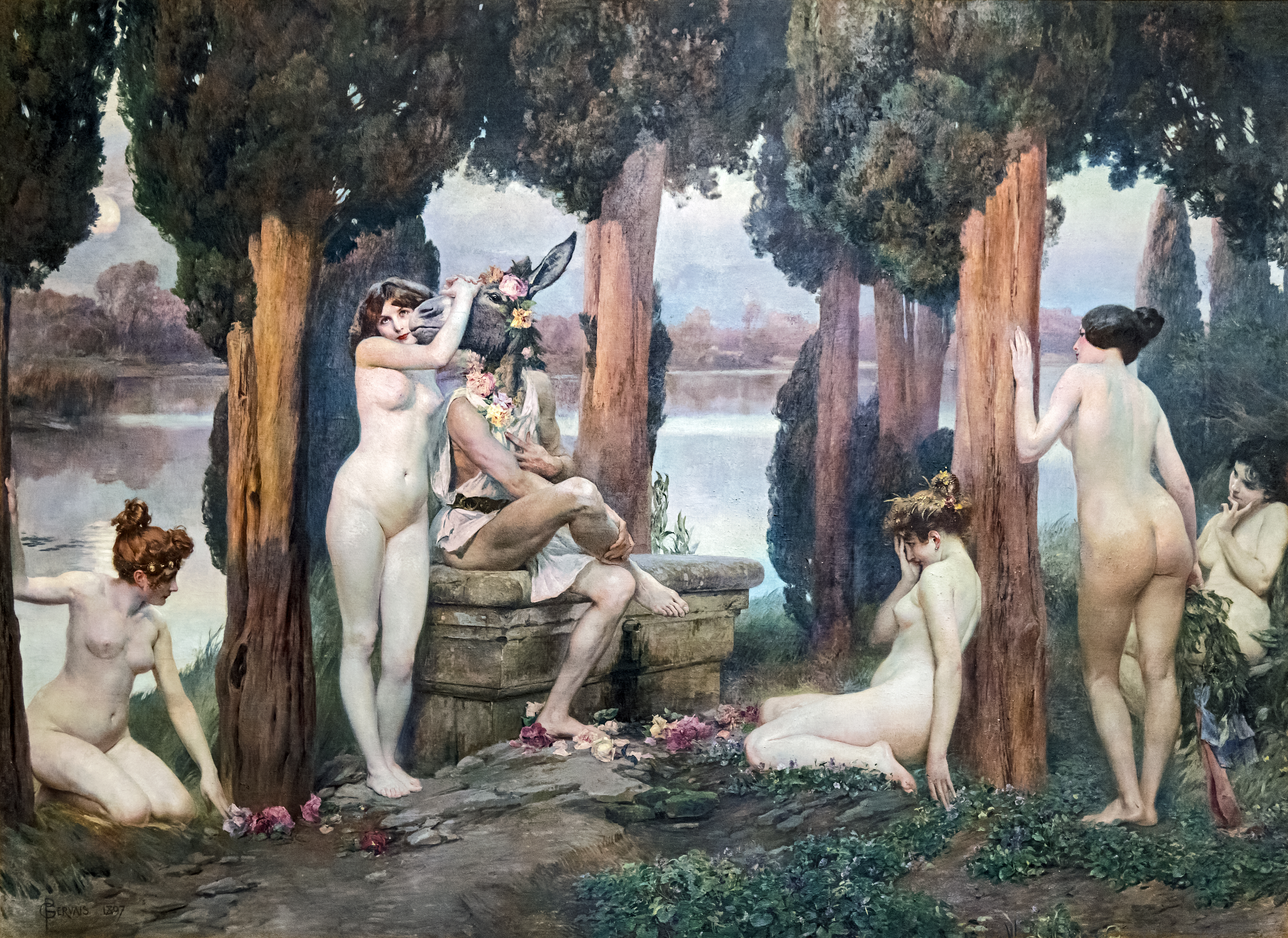
La Folie de Titania, Paul Gervais, 1897 (Musée des Augustins de Toulouse)

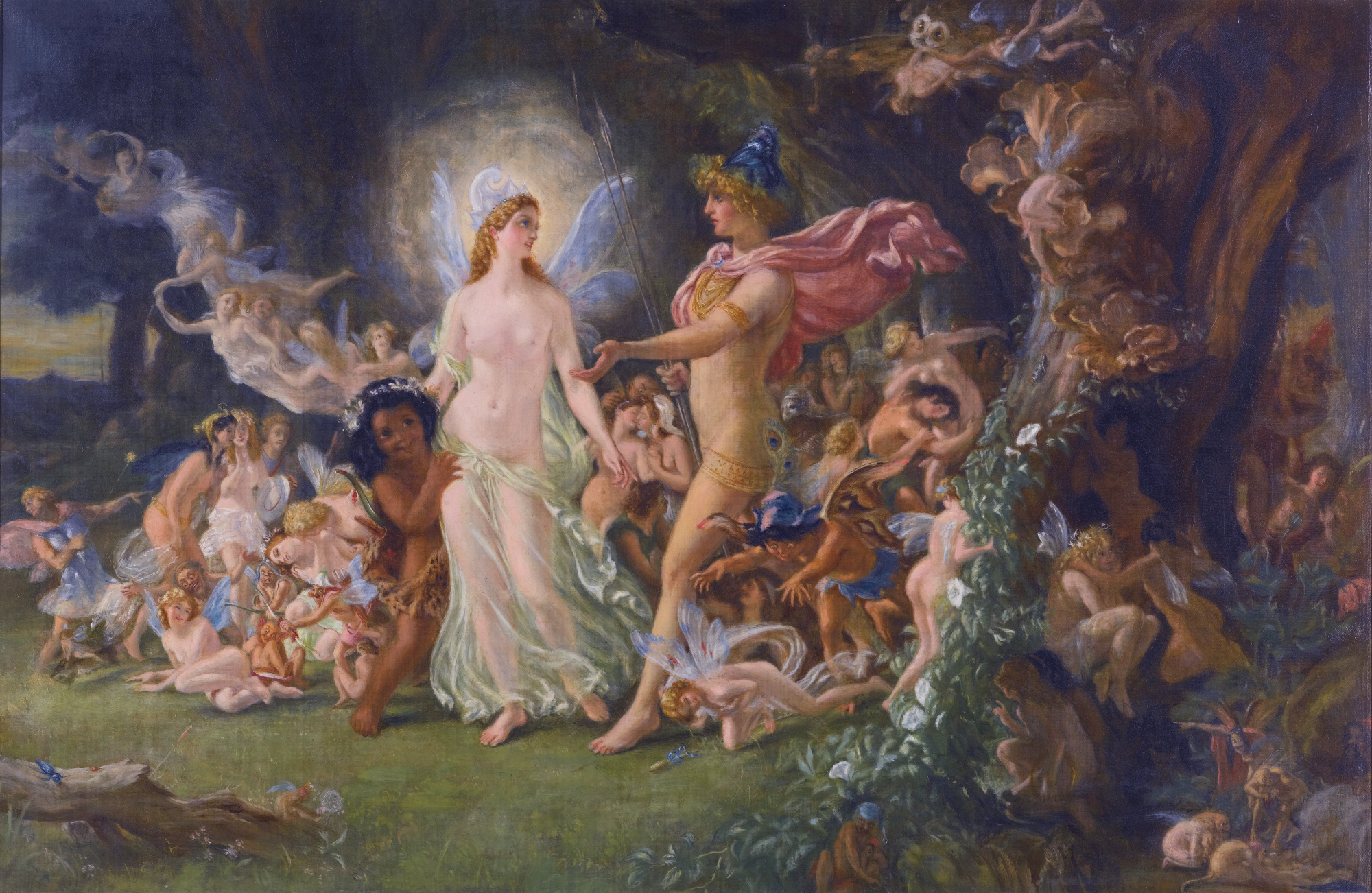
La Querelle d'Obéron et de Titania, étude de Joseph Noel Paton, vers 1849

Titania est la reine des fées dans Le Songe d'une nuit d'été de William Shakespeare.

## Titania dansLe Songe d'une nuit d'été

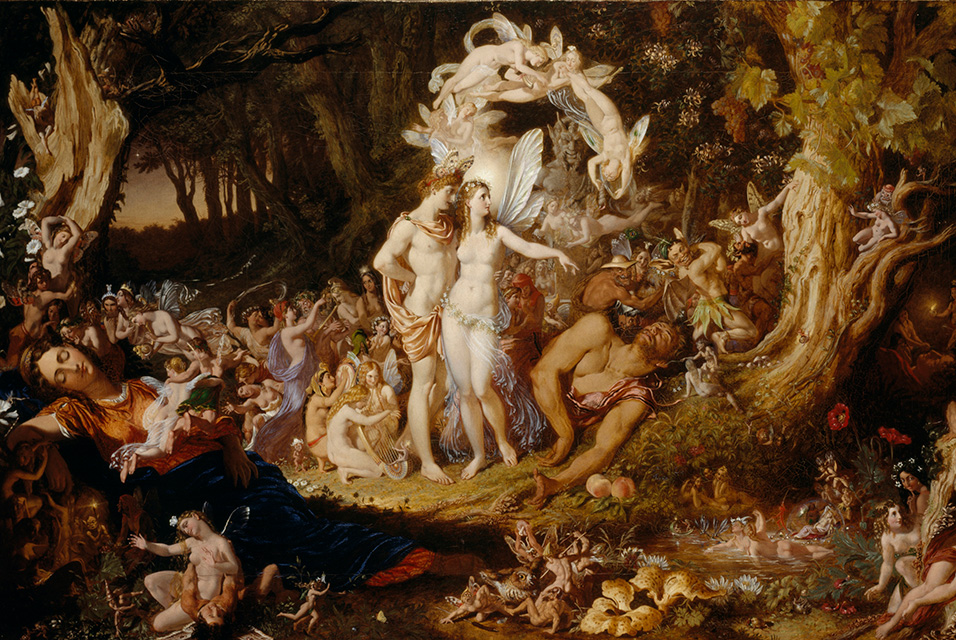
The Réconciliation of Titania and Oberon

Titania est le nom donné par William Shakespeare à la reine des fées des contes populaires anglais qui, traditionnellement, n'avait pas de nom. Il est à noter que le terme « fée » englobe toute une population mythologique telle que elfes, nains, lutins et fées.
Il emprunta ce nom à Ovide qui dans les Métamorphoses nomme Titaniae, les sœurs des Titans.
Dans la pièce de Shakespeare, Titania est la femme d'Obéron, roi des elfes.
Touchée par un sort jeté par Puck sur ordre de son mari, elle tombe endormie. L'enchantement veut qu'elle tombe amoureuse du premier venu à son réveil, à savoir le laid Nick Bottom, victime d'un sort qui l'a métamorphosé en âne.

## Astronomie
- La plus grosse lune d'Uranus découverte le 11 janvier 1787 par William Herschel porte le nom de Titania.

## Dans la culture populaire
- Dans Mega Man Zero 4, un des bosses, Sol Titanion, est inspiré de Titania.
- Dans Fairy Tail, Erza Scarlet possède le surnom de Titania la reine des fées
- Dans le manga The Ancient Magus Bride, la reine des fées s'appelle Titania
- Dans Warframe, un personnage jouable existe ainsi qu'Obéron.
- Dans le série Sandman, Obéron et Titania apparaissent dans la saison 2.
- Titania est un personnage dans Final Fantasy XIV Online, extension : Shadowbringers . Elle est la reine des tribus féeriques d'Il Mheg et réside dans le château de Lyhe Ghiah.